# Società Sportiva Calcio Napoli 2008-2009
Questa voce raccoglie le informazioni riguardanti la Società Sportiva Calcio Napoli nelle competizioni ufficiali della stagione 2008-2009.

## Stagione
La stagione 2008-2009 del Napoli è stata la 63ª in Serie A e la 67ª complessiva in massima serie. La sede del ritiro precampionato è la città austriaca di Jennersdorf dove la squadra resta dal 2 al 22 luglio. Il ritiro fu anticipato di diverse settimane rispetto alle altre squadre di serie A per consentire al Napoli di partecipare alla Coppa Intertoto, il cui esordio sarebbe avvenuto il 18 luglio. Vengono acquistati diversi giocatori per preparare il ritorno in Europa dopo 14 anni: Christian Maggio dalla Sampdoria, Germán Denis dall'Independiente, Andrea Russotto dal Bellinzona, Leandro Rinaudo dal Palermo e Salvatore Aronica dalla Reggina. Ceduti invece Maurizio Domizzi, Emanuele Calaiò e Roberto Sosa.
Nelle amichevoli estive, il Napoli si impone per 10-0 sullo Jennersdorf. perde a Spalato contro l'Hajduk per 1-0, batte 5-0 l'Uebelbach, e impatta per 1-1 contro il Zalaegerszeg Il 18 luglio vince nell'andata del 3º turno di Intertoto contro il Panionios per 1-0, stesso punteggio nel ritorno al San Paolo. Eliminati i greci, il Napoli accede ai preliminari di Coppa UEFA, dove liquida facilmente gli albanesi dell'Vllaznia: 0-3 a Scutari e 5-0 a Napoli. L'inizio di campionato è favorevole al Napoli: forti di una maggior preparazione atletica dovuta al ritiro iniziato per tre settimane prima degli altri, gli azzurri partono con l'acceleratore, vincendo e convincendo. Infatti, alla nona giornata, gli azzurri si ritrovarono in testa alla classifica in compagnia con l'Udinese con 6 vittorie, 2 pareggi e una sola sconfitta. Inoltre, batterono grandi squadre come la Fiorentina, la Juventus e la Lazio.
La stessa eliminazione dalla Coppa UEFA, dovuta a una squadra di maggior esperienza come il Benfica, non demoralizza pubblico e squadra, che alla fine del girone d'andata chiude al 4º posto con 33 punti, in lotta per un posto in Champions League. Ma il girone di ritorno spegnerà tutti i sogni azzurri: il calo fisico, che in molti avevano annunciato proprio per avere iniziato gli allenamenti un mese prima di tutti gli altri, i problemi interni allo spogliatoio tra argentini e italiani e infine il comportamento poco professionale di alcuni giocatori fuori dal campo (su tutti il portiere Navarro), condurranno il Napoli in un tunnel senza uscita: tre mesi e mezzo senza vittorie con soli due punti ottenuti in otto partite, e la squadra scivola fuori anche dalla lotta per un posto in Coppa UEFA. Il prezzo più alto lo paga Edy Reja che viene esonerato a campionato in corso dopo la sconfitta per 0-2 contro la Lazio: al suo posto arriva Roberto Donadoni, che raccoglie pochi punti, ma più considerazioni per il campionato che verrà, tra cui un successo a Napoli contro i futuri campioni d'Italia l'Inter (1-0). Il Napoli chiuderà alla fine al 12º posto con 46 punti, risultando la peggiore squadra del girone di ritorno a pari merito con il Lecce ultimo in classifica.

## Divise e sponsor
Vengono confermati sia lo sponsor tecnico (Diadora), sia lo sponsor principale (Acqua Lete): per entrambi è il terzo anno di contratto con la società.
| Casa | Trasferta | Terza Divisa |

## Organigramma societario
Area direttiva
- Presidente: Aurelio De Laurentiis
- Vicepresidenti: Jacqueline Marie Baudit ed Edoardo De Laurentiis
- Consigliere: Valentina De Laurentiis
- Consigliere Delegato: Andrea Chiavelli
- Direttore Generale: Pierpaolo Marino

Area comunicazione
- Ufficio Stampa: Guido Baldari

Area marketing
- Ufficio marketing: Alessandro Formisano

Area organizzativa
- Segretario generale: Alberto Vallefuoco
- Team manager: Edoardo De Laurentiis

Area tecnica
- Allenatore: Edoardo Reja fino all'8/3/2009, poi Roberto Donadoni
- Allenatore in seconda: Fabio Viviani fino all'8/3/2009, poi Mario Bortolazzi
- Preparatori atletici: Luigi Febbrari e Giovanni Andreini
- Preparatore dei portieri: Nico Facciolo fino all'8/3/2009, poi Sergio Buso

Area sanitaria
- Medico sociale: Alfonso De Nicola
- Massaggiatori: Salvatore Carmando

## Rosa
| N. |                       | Ruolo | Calciatore           |
| -- | --------------------- | ----- | -------------------- |
| 1  | Italia (bandiera)     | P     | Gennaro Iezzo        |
| 2  | Italia (bandiera)     | D     | Gianluca Grava       |
| 3  | Italia (bandiera)     | C     | Luigi Vitale         |
| 4  | Italia (bandiera)     | C     | Francesco Montervino |
| 5  | Italia (bandiera)     | C     | Michele Pazienza     |
| 6  | Italia (bandiera)     | D     | Salvatore Aronica    |
| 7  | Argentina (bandiera)  | A     | Ezequiel Lavezzi     |
| 8  | Italia (bandiera)     | C     | Manuele Blasi        |
| 9  | Argentina (bandiera)  | A     | Germán Denis         |
| 11 | Italia (bandiera)     | C     | Christian Maggio     |
| 12 | Brasile (bandiera)    | A     | Piá                  |
| 13 | Italia (bandiera)     | D     | Fabiano Santacroce   |
| 14 | Italia (bandiera)     | A     | Roberto De Zerbi     |
| 15 | Argentina (bandiera)  | C     | Jesús Dátolo         |
| 17 | Slovacchia (bandiera) | C     | Marek Hamšík         |

| N. |                      | Ruolo | Calciatore                 |
| -- | -------------------- | ----- | -------------------------- |
| 18 | Uruguay (bandiera)   | C     | Mariano Bogliacino         |
| 19 | Italia (bandiera)    | D     | Mirko Savini               |
| 20 | Italia (bandiera)    | A     | Andrea Russotto            |
| 22 | Italia (bandiera)    | P     | Matteo Gianello            |
| 23 | Uruguay (bandiera)   | C     | Walter Gargano             |
| 24 | Italia (bandiera)    | C     | Samuele Dalla Bona         |
| 25 | Uruguay (bandiera)   | A     | Marcelo Zalayeta           |
| 28 | Italia (bandiera)    | D     | Paolo Cannavaro (capitano) |
| 30 | Argentina (bandiera) | P     | Nicolás Navarro            |
| 32 | Uruguay (bandiera)   | C     | Nicolás Amodio             |
| 44 | Italia (bandiera)    | P     | Luigi Sepe                 |
| 70 | Italia (bandiera)    | P     | Luca Bucci                 |
| 77 | Italia (bandiera)    | C     | Daniele Mannini            |
| 83 | Italia (bandiera)    | D     | Leandro Rinaudo            |
| 96 | Italia (bandiera)    | D     | Matteo Contini             |

## Calciomercato

### Sessione estiva(dall'1/7 all'1/9)
| Acquisti         | Acquisti          | Acquisti      | Acquisti                         |
| R.               | Nome              | da            | Modalità                         |
| ---------------- | ----------------- | ------------- | -------------------------------- |
| D                | Salvatore Aronica | Reggina       | definitivo (2,7 milioni €)       |
| D                | Leandro Rinaudo   | Palermo       | definitivo (5,5 milioni €)       |
| C                | Nicolás Amodio    | Mantova       | fine prestito                    |
| C                | Christian Maggio  | Sampdoria     | definitivo (8 milioni €)         |
| C                | Luigi Vitale      | Lanciano      | fine prestito                    |
| A                | Germán Denis      | Independiente | definitivo (8 milioni €)         |
| A                | Piá               | Catania       | fine prestito                    |
| A                | Andrea Russotto   | Bellinzona    | prestito con diritto di riscatto |
| Altre operazioni |                   |               |                                  |
| R.               | Nome              | da            | Modalità                         |
| D                | Luca Lacrimini    | Ancona        | fine prestito                    |
| D                | Rubén Maldonado   | Chievo        | fine prestito                    |
| C                | Manuele Blasi     | Juventus      | risol. compar. (2,45 milioni €)  |
| C                | Fabio Gatti       | Modena        | fine prestito                    |
| A                | Cristian Bucchi   | Bologna       | fine prestito                    |
| A                | Roberto De Zerbi  | Brescia       | fine prestito                    |
| A                | Gaetano Grieco    | Monza         | fine prestito                    |
| A                | Marcelo Zalayeta  | Juventus      | rinnovo compartecipazione        |

| Cessioni         | Cessioni           | Cessioni        | Cessioni                          |
| R.               | Nome               | a               | Modalità                          |
| ---------------- | ------------------ | --------------- | --------------------------------- |
| D                | Andrea Cupi        |                 | svincolato                        |
| D                | Maurizio Domizzi   | Udinese         | compartecipazione (2,5 milioni €) |
| D                | György Garics      | Atalanta        | compartecipazione (1,5 milioni €) |
| D                | Erminio Rullo      | Triestina       | prestito                          |
| C                | Marco Capparella   |                 | svincolato                        |
| A                | Emanuele Calaiò    | Siena           | compartecipazione (2,3 milioni €) |
| A                | Roberto Sosa       |                 | svincolato                        |
| Altre operazioni |                    |                 |                                   |
| R.               | Nome               | a               | Modalità                          |
| P                | Biagio Del Giudice | Aversa Normanna | compartecipazione (500 €)         |
| D                | Mario D'Urso       | Giulianova      | prestito                          |
| D                | Luca Lacrimini     | Cavese          | definitivo (0 €)                  |
| D                | Rubén Maldonado    |                 | risoluzione contratto             |
| D                | Tommaso Romito     | Pescara         | compartecipazione (0,1 milioni €) |
| C                | Fabio Gatti        |                 | svincolato                        |
| C                | Cosmo Palumbo      | Cesena          | prestito                          |
| A                | Cristian Bucchi    | Ascoli          | prestito                          |
| A                | Roberto De Zerbi   | Avellino        | prestito                          |
| A                | Gennaro Esposito   | Cassino         | risoluzione compartecipazione     |
| A                | Gaetano Grieco     | Juve Stabia     | definitivo                        |

### Sessione invernale(dal 7/1 al 2/2)
| Acquisti | Acquisti     | Acquisti     | Acquisti                   |
| R.       | Nome         | da           | Modalità                   |
| -------- | ------------ | ------------ | -------------------------- |
| P        | Luca Bucci   | svincolato   |                            |
| C        | Jesús Dátolo | Boca Juniors | definitivo (6,8 milioni €) |

| Cessioni | Cessioni     | Cessioni | Cessioni              |
| R.       | Nome         | a        | Modalità              |
| -------- | ------------ | -------- | --------------------- |
| D        | Mirko Savini |          | risoluzione contratto |

## Risultati

### Serie A

#### Girone di andata
| Arbitro: | Rizzoli (Bologna) |

|              |           |            |
| Aquilani 29’ | Marcatori | 55’ Hamšík |

| Arbitro: | Tagliavento (Terni) |

|                       |           |          |
| Hamšík 48’ Maggio 70’ | Marcatori | 40’ Mutu |

| Udine 21 settembre 2008, ore 15:00 CEST 3ª giornata | Udinese        | 0 – 0 referto | Napoli | Stadio Friuli (15 500 spett.)\| Arbitro: \| Orsato (Schio) \| |
| Arbitro:                                            | Orsato (Schio) |               |        |                                                               |

| Arbitro: | Rocchi (Firenze) |

|                         |           |                    |
| Hamšík 14’ Zalayeta 76’ | Marcatori | 83’ (rig.) Miccoli |

| Arbitro: | Ayroldi (Molfetta) |

|  |           |           |
|  | Marcatori | 87’ Denis |

| Arbitro: | Dondarini (Finale Emilia) |

|                                               |           |                      |
| Papastathopoulos 44’ Palladino 52’ Milito 73’ | Marcatori | 1’ Lavezzi 75’ Denis |

| Arbitro: | Saccani (Mantova) |

|                        |           |            |
| Hamšík 64’ Lavezzi 80’ | Marcatori | 61’ Amauri |

| Arbitro: | Banti (Livorno) |

|  |           |                     |
|  | Marcatori | 61’ (aut.) Siviglia |

| Arbitro: | Gervasoni (Mantova) |

|                    |           |  |
| Denis 7’, 16’, 63’ | Marcatori |  |

| Arbitro: | Rocchi (Firenze) |

|                |           |  |
| Ronaldinho 86’ | Marcatori |  |

| Arbitro: | Rosetti (Torino) |

|                          |           |  |
| Mannini 23’ Zalayeta 74’ | Marcatori |  |

| Arbitro: | Brighi (Cesena) |

|                                                  |           |                   |
| Ferreira Pinto 61’ Manfredini 89’ Floccari 90+1’ | Marcatori | 73’ (rig.) Hamšík |

| Arbitro: | Pierpaoli (Firenze) |

|                       |           |                       |
| Hamšík 9’ Lavezzi 84’ | Marcatori | 55’ López 90+5’ Conti |

| Arbitro: | Rosetti (Torino) |

|                         |           |             |
| Córdoba 16’ Muntari 24’ | Marcatori | 36’ Lavezzi |

| Arbitro: | Damato (Barletta) |

|                      |           |  |
| Maggio 62’ Denis 72’ | Marcatori |  |

| Arbitro: | Valeri (Roma 2) |

|                                          |           |  |
| Hamšík 11’ (rig.) Pazienza 42’ Denis 65’ | Marcatori |  |

| Arbitro: | Rizzoli (Bologna) |

|             |           |  |
| Bianchi 53’ | Marcatori |  |

| Arbitro: | Celi (Campobasso) |

|            |           |  |
| Maggio 80’ | Marcatori |  |

| Arbitro: | Farina (Novi Ligure) |

|                                  |           |             |
| Marcolini 32’ (rig.), 74’ (rig.) | Marcatori | 53’ Lavezzi |

(1) Settori "Curva A" e "Curva B" inibiti al pubblico.

#### Girone di ritorno
| Arbitro: | Morganti (Ascoli Piceno) |

|  |           |                                |
|  | Marcatori | 18’ Mexès 32’ Juan 50’ Vučinić |

| Arbitro: | Rizzoli (Bologna) |

|                           |           |            |
| Santana 47’ Montolivo 79’ | Marcatori | 49’ Vitale |

| Arbitro: | Gervasoni (Mantova) |

|                        |           |                                       |
| Lavezzi 24’ Hamšík 27’ | Marcatori | 32’ (rig.) Di Natale 45’ Quagliarella |

| Arbitro: | Saccani (Mantova) |

|                             |           |            |
| Migliaccio 2’ Simplício 14’ | Marcatori | 43’ Hamšík |

| Arbitro: | Banti (Livorno) |

|            |           |             |
| Maggio 19’ | Marcatori | 23’ Di Vaio |

| Arbitro: | Orsato (Schio) |

|  |           |              |
|  | Marcatori | 69’ Janković |

| Arbitro: | Ayroldi (Molfetta) |

|               |           |  |
| Marchisio 44’ | Marcatori |  |

| Arbitro: | Saccani (Mantova) |

|  |           |                 |
|  | Marcatori | 57’, 65’ Rocchi |

| Arbitro: | Trefoloni (Siena) |

|             |           |             |
| Corradi 27’ | Marcatori | 64’ Lavezzi |

| Napoli 22 marzo 2009, ore 20:30 CET 29ª giornata | Napoli              | 0 – 0 referto | Milan | Stadio San Paolo (57 966 spett.)\| Arbitro: \| De Marco (Chiavari) \| |
| Arbitro:                                         | De Marco (Chiavari) |               |       |                                                                       |

| Arbitro: | Tagliavento (Terni) |

|                  |           |                          |
| Palombo 28’, 63’ | Marcatori | 44’ Zalayeta 90+2’ Denis |

| Napoli 11 aprile 2009, ore 15:00 CEST 31ª giornata | Napoli                       | 0 – 0 referto | Atalanta | Stadio San Paolo (36 773 spett.)\| Arbitro: \| Tommasi (Bassano del Grappa) \| |
| Arbitro:                                           | Tommasi (Bassano del Grappa) |               |          |                                                                                |

| Arbitro: | Celi (Campobasso) |

|                       |           |  |
| Jeda 5’ Lazzari 90+2’ | Marcatori |  |

| Arbitro: | Rosetti (Torino) |

|              |           |  |
| Zalayeta 73’ | Marcatori |  |

| Arbitro: | Ayroldi (Molfetta) |

|                          |           |         |
| Kharja 11’ Maccarone 25’ | Marcatori | 80’ Piá |

| Arbitro: | Pierpaoli (Firenze) |

|                      |           |         |
| Zanchetta 44’ (rig.) | Marcatori | 33’ Piá |

| Arbitro: | Damato (Barletta) |

|         |           |                        |
| Piá 42’ | Marcatori | 51’ Bianchi 72’ Rosina |

| Arbitro: | Baracani (Firenze) |

|                                                  |           |                |
| Morimoto 42’ Mascara 88’ (rig.) Falconieri 90+1’ | Marcatori | 28’ Bogliacino |

| Arbitro: | Candussio (Cervignano del Friuli) |

|                                     |           |  |
| Montervino 4’ Bogliacino 7’ Piá 18’ | Marcatori |  |

### Coppa Italia

#### Fase finale
| Arbitro: | De Marco (Chiavari) |

|                                                |           |               |
| Peccarisi 16’ (aut.) Piá 25’ Hamšík 53’ (rig.) | Marcatori | 33’ Di Napoli |

| Arbitro: | Ayroldi (Molfetta) |

|                                                            |                      |                                                 |
| Del Piero Trezeguet Nedvěd Marchionni Sissoko Legrottaglie | Tiri di rigore 4 – 3 | Hamšík Bogliacino Denis Lavezzi Contini Gargano |

### Coppa Intertoto
| Arbitro: | Duarte Gomes |

|  |           |                |
|  | Marcatori | 31’ Bogliacino |

| Arbitro: | Fernandez |

|            |           |  |
| Hamšík 65’ | Marcatori |  |

### Coppa UEFA

#### Turni preliminari
| Arbitro: | Sukhina |

|  |           |                        |
|  | Marcatori | 28’, 47’ Piá 75’ Denis |

| Arbitro: | Aydinus |

|                                                 |           |  |
| Rinaudo 42’, 54’ Piá 52’ Lavezzi 80’ Hamšík 87’ | Marcatori |  |

#### Tabellone principale
| Arbitro: | Kuipers |

|                                 |           |                      |
| Vitale 18’ Denis 19’ Maggio 54’ | Marcatori | 16’ Suazo 59’ Luisão |

| Arbitro: | Stark |

|                          |           |  |
| Reyes 57’ Nuno Gomes 84’ | Marcatori |  |

## Statistiche finali

### Statistiche di squadra
| Competizione    | Punti | In casa | In casa | In casa | In casa | In casa | In casa | In trasferta | In trasferta | In trasferta | In trasferta | In trasferta | In trasferta | Totale | Totale | Totale | Totale | Totale | Totale | DR |
| Competizione    | Punti | G       | V       | N       | P       | Gf      | Gs      | G            | V            | N            | P            | Gf           | Gs           | G      | V      | N      | P      | Gf     | Gs     | DR |
| --------------- | ----- | ------- | ------- | ------- | ------- | ------- | ------- | ------------ | ------------ | ------------ | ------------ | ------------ | ------------ | ------ | ------ | ------ | ------ | ------ | ------ | -- |
| Serie A         | 46    | 19      | 10      | 5       | 4       | 27      | 16      | 19           | 2            | 5            | 12           | 16           | 29           | 38     | 12     | 10     | 16     | 43     | 45     | -2 |
| Coppa Italia    | -     | 1       | 1       | 0       | 0       | 3       | 1       | 1            | 0            | 1            | 0            | 0            | 0            | 2      | 1      | 1      | 0      | 3      | 1      | +2 |
| Coppa Intertoto | -     | 1       | 1       | 0       | 0       | 1       | 0       | 1            | 1            | 0            | 0            | 1            | 0            | 2      | 2      | 0      | 0      | 2      | 0      | +2 |
| Coppa UEFA      | -     | 2       | 2       | 0       | 0       | 8       | 2       | 2            | 1            | 0            | 1            | 3            | 2            | 4      | 3      | 0      | 1      | 11     | 4      | +7 |
| Totale          | -     | 23      | 14      | 5       | 4       | 39      | 19      | 23           | 4            | 6            | 13           | 19           | 31           | 46     | 18     | 11     | 17     | 59     | 50     | +9 |

### Andamento in campionato
| Giornata  | 1  | 2 | 3 | 4 | 5 | 6 | 7 | 8 | 9 | 10 | 11 | 12 | 13 | 14 | 15 | 16 | 17 | 18 | 19 | 20 | 21 | 22 | 23 | 24 | 25 | 26 | 27 | 28 | 29 | 30 | 31 | 32 | 33 | 34 | 35 | 36 | 37 | 38 |
| --------- | -- | - | - | - | - | - | - | - | - | -- | -- | -- | -- | -- | -- | -- | -- | -- | -- | -- | -- | -- | -- | -- | -- | -- | -- | -- | -- | -- | -- | -- | -- | -- | -- | -- | -- | -- |
| Luogo     | T  | C | T | C | T | T | C | T | C | T  | C  | T  | C  | T  | C  | C  | T  | C  | T  | C  | T  | C  | T  | C  | C  | T  | C  | T  | C  | T  | C  | T  | C  | T  | T  | C  | T  | C  |
| Risultato | N  | V | N | V | V | P | V | V | V | P  | V  | P  | N  | P  | V  | V  | P  | V  | P  | P  | P  | N  | P  | N  | P  | P  | P  | N  | N  | N  | N  | P  | V  | P  | N  | P  | P  | V  |
| Posizione | 11 | 5 | 7 | 4 | 2 | 6 | 4 | 3 | 2 | 4  | 3  | 4  | 4  | 4  | 4  | 3  | 5  | 4  | 5  | 5  | 7  | 8  | 8  | 10 | 10 | 11 | 11 | 11 | 11 | 11 | 12 | 14 | 12 | 12 | 13 | 13 | 13 | 12 |

Fonte:  Serie A – Classifiche, su sport.sky.it, Sky Sport. URL consultato il 19 febbraio 2014 (archiviato dall'url originale l'11 settembre 2014).
Legenda:

Luogo: C = Casa; T = Trasferta. Risultato: V = Vittoria; N = Pareggio; P = Sconfitta.

### Statistiche dei giocatori
Sono in corsivo i calciatori che hanno lasciato la società a stagione in corso.
| Giocatore     | Serie A  | Serie A | Serie A     | Serie A    | Coppa Italia | Coppa Italia | Coppa Italia | Coppa Italia | Coppa Intertoto | Coppa Intertoto | Coppa Intertoto | Coppa Intertoto | Coppa UEFA | Coppa UEFA | Coppa UEFA  | Coppa UEFA | Totale   | Totale | Totale      | Totale     |
| Giocatore     | Presenze | Reti    | Ammonizioni | Espulsioni | Presenze     | Reti         | Ammonizioni  | Espulsioni   | Presenze        | Reti            | Ammonizioni     | Espulsioni      | Presenze   | Reti       | Ammonizioni | Espulsioni | Presenze | Reti   | Ammonizioni | Espulsioni |
| ------------- | -------- | ------- | ----------- | ---------- | ------------ | ------------ | ------------ | ------------ | --------------- | --------------- | --------------- | --------------- | ---------- | ---------- | ----------- | ---------- | -------- | ------ | ----------- | ---------- |
| N. Amodio     | 3        | 0       | 2           | 0          | -            | -            | -            | -            | -               | -               | -               | -               | -          | -          | -           | -          | 3        | 0      | 2           | 0          |
| S. Aronica    | 23       | 0       | 4           | 0          | 2            | 0            | 1            | 0            | -               | -               | -               | -               | -          | -          | -           | -          | 25       | 0      | 5           | 0          |
| M. Blasi      | 32       | 0       | 10          | 0          | -            | -            | -            | -            | 2               | 0               | 1               | 0               | 3          | 0          | 1           | 0          | 37       | 0      | 12          | 0          |
| M. Bogliacino | 15       | 2       | 1           | 0          | 2            | 0            | 0            | 0            | 2               | 1               | 0               | 0               | -          | -          | -           | -          | 19       | 3      | 1           | 0          |
| L. Bucci      | 1        | -2      | 0           | 0          | -            | -            | -            | -            | -               | -               | -               | -               | -          | -          | -           | -          | 1        | -2     | 0           | 0          |
| P. Cannavaro  | 30       | 0       | 9           | 0          | 1            | 0            | 0            | 0            | 2               | 0               | 0               | 0               | 4          | 0          | 1           | 0          | 37       | 0      | 10          | 0          |
| M. Contini    | 34       | 0       | 9           | 0          | 1            | 0            | 1            | 0            | 2               | 0               | 0               | 0               | 3          | 0          | 1           | 0          | 40       | 0      | 11          | 0          |
| S. Dalla Bona | 0        | 0       | 0           | 0          | 0            | 0            | 0            | 0            | 0               | 0               | 0               | 0               | 1          | 0          | 0           | 0          | 1        | 0      | 0           | 0          |
| J. Dátolo     | 9        | 0       | 1           | 0          | -            | -            | -            | -            | -               | -               | -               | -               | -          | -          | -           | -          | 9        | 0      | 1           | 0          |
| R. De Zerbi   | -        | -       | -           | -          | -            | -            | -            | -            | 1               | 0               | 0               | 0               | 1          | 0          | 0           | 0          | 2        | 0      | 0           | 0          |
| G. Denis      | 34       | 8       | 2           | 0          | 1            | 0            | 0            | 0            | 2               | 0               | 0               | 0               | 4          | 2          | 0           | 0          | 41       | 10     | 2           | 0          |
| W. Gargano    | 26       | 0       | 4           | 0          | 2            | 0            | 0            | 0            | 2               | 0               | 0               | 0               | 3          | 0          | 1           | 0          | 33       | 0      | 5           | 0          |
| M. Gianello   | 6        | -8      | 0           | 0          | -            | -            | -            | -            | 0               | 0               | 0               | 0               | 2          | -2         | 0           | 0          | 8        | -10    | 0           | 0          |
| G. Grava      | 6        | 0       | 1           | 0          | 1            | 0            | 0            | 0            | 1               | 0               | 0               | 0               | 2          | 0          | 0           | 0          | 10       | 0      | 1           | 0          |
| M. Hamšík     | 32       | 9       | 2           | 1          | 2            | 1            | 0            | 0            | 2               | 1               | 1               | 0               | 4          | 1          | 0           | 0          | 40       | 12     | 3           | 1          |
| G. Iezzo      | 14       | -13     | 1           | 0          | -            | -            | -            | -            | 2               | 0               | 0               | 0               | 1          | 0          | 0           | 0          | 17       | -13    | 1           | 0          |
| E. Lavezzi    | 30       | 7       | 6           | 0          | 1            | 0            | 0            | 0            | 0               | 0               | 0               | 0               | 3          | 1          | 1           | 0          | 34       | 8      | 7           | 0          |
| C. Maggio     | 23       | 4       | 4           | 1          | 1            | 0            | 0            | 0            | 2               | 0               | 0               | 0               | 3          | 1          | 0           | 0          | 29       | 5      | 4           | 1          |
| D. Mannini    | 24       | 1       | 2           | 1          | 1            | 0            | 0            | 0            | 0               | 0               | 0               | 0               | 1          | 0          | 0           | 0          | 26       | 1      | 2           | 1          |
| F. Montervino | 13       | 1       | 2           | 1          | 2            | 0            | 2            | 0            | 0               | 0               | 0               | 0               | 2          | 0          | 0           | 0          | 17       | 1      | 4           | 1          |
| N. Navarro    | 19       | -20     | 1           | 0          | 2            | -1           | 0            | 0            | 0               | 0               | 0               | 0               | 1          | -2         | 0           | 0          | 22       | -23    | 1           | 0          |
| M. Pazienza   | 29       | 1       | 3           | 0          | 2            | 0            | 1            | 0            | 2               | 0               | 0               | 0               | 3          | 0          | 0           | 0          | 36       | 1      | 4           | 0          |
| Piá           | 15       | 4       | 1           | 0          | 1            | 1            | 0            | 0            | 2               | 0               | 0               | 0               | 3          | 3          | 0           | 0          | 21       | 8      | 1           | 0          |
| L. Rinaudo    | 17       | 0       | 5           | 0          | 1            | 0            | 0            | 0            | 1               | 0               | 1               | 1               | 3          | 2          | 2           | 0          | 22       | 2      | 8           | 1          |
| A. Russotto   | 15       | 0       | 1           | 0          | 1            | 0            | 0            | 0            | 0               | 0               | 0               | 0               | 1          | 0          | 0           | 0          | 17       | 0      | 1           | 0          |
| F. Santacroce | 27       | 0       | 10          | 2          | 1            | 0            | 1            | 0            | 0               | 0               | 0               | 0               | 2          | 0          | 0           | 0          | 30       | 0      | 11          | 2          |
| L. Sepe       | 1        | -2      | 0           | 0          | -            | -            | -            | -            | -               | -               | -               | -               | -          | -          | -           | -          | 1        | -2     | 0           | 0          |
| L. Vitale     | 18       | 1       | 4           | 0          | 1            | 0            | 0            | 0            | 2               | 0               | 1               | 0               | 3          | 1          | 2           | 0          | 24       | 2      | 7           | 0          |
| M. Zalayeta   | 27       | 4       | 3           | 1          | 2            | 0            | 0            | 0            | 0               | 0               | 0               | 0               | 3          | 0          | 0           | 0          | 32       | 4      | 3           | 1          |

## Giovanili

### Organigramma societario
Area direttiva
- Responsabile: Giuseppe Santoro

Area tecnica
- Allenatore Primavera: Ernesto Apuzzo
- Allenatore Berretti: Pompilio Cusano
- Allenatore Allievi Nazionali: Ivan Faustino
- Allenatore Giovanissimi Nazionali: Nicola Liguori

### Piazzamenti
- Primavera:
  - Campionato: 5ª nel Girone C
  - Coppa Italia: Primo Turno
- Berretti:
  - Campionato: Semifinale
- Allievi Nazionali:
  - Campionato: Sedicesimi
  - Torneo Città di Arco: Fase a gironi
  - Trofeo "Nereo Rocco": Fase a gironi
- Giovanissimi Nazionali:
  - Campionato: Fase finale